# Azirista
Argidia là một chi bướm đêm thuộc họ Noctuidae.